# Pierre Descouvemont
Pierre Descouvemont, né le 23 décembre 1927, est un prêtre du diocèse de Cambrai et docteur en théologie.
Il est auteur de nombreux ouvrages spirituels, poursuit actuellement un ministère d’enseignement (conférences, retraites) et anime des chroniques sur différentes radios chrétiennes. Il a ouvert en 2015 un site Internet où il met à disposition son enseignement.

## Biographie
Après son ordination sacerdotale le 23 décembre 1950 par Emile Guerry, et des études de philosophie en faculté, il a été, durant vingt-six ans, professeur de philosophie en classes terminales au lycée Saint-Jean de Douai. Ce faisant, il a été amené à aider les instituteurs à répondre aux questions que leur posaient les élèves de CM2, jusqu’au jour où les parents qui participaient à ces rencontres ont insisté pour qu'il donne cet enseignement à un public plus large. Depuis lors, à Douai comme en beaucoup d'autres lieux en France, il a donné des centaines de conférences. Son Guide des difficultés de la foi catholique, qui en est à sa douzième édition, rassemble une partie de ces enseignements.
Par la suite, il est devenu animateur de semaines de prière à Troussures avec le Père Caffarel, puis aumônier de jeunes et, de 1991 à 1998, conseiller national des Équipes Notre-Dame. Il poursuit actuellement un ministère d’enseignement (conférences, retraites) et anime des chroniques sur différentes radios chrétiennes. Par exemple, en 2015, il a animé sur la radio RCF-Nord l’émission Les B-A-ba de la foi, où il est interrogé chaque semaine par un catéchumène.
Sa dissertation théologique a porté sur sainte Thérèse de l'Enfant-Jésus : Thérèse de Lisieux et son prochain (1re éd. 1962 ; 3e éd. Cerf, 2003). D’où ses publications ultérieures sur son environnement, ses petites images, sa spiritualité et le pèlerinage de Lisieux. Il fonde avec Mgr Guy Gaucher le carme belge Conrad de Meester et le dominicain français Bernard Bro des séminaires de conférences thérésiennes.
Il a pris goût à l’écriture de livres sur des thèmes qui lui tenaient à cœur ou sur des thèmes qu’on lui demandait d’approfondir. Ses ouvrages ont été traduits dans plusieurs langues, notamment l'anglais, l'espagnol, l'italien, le portugais, le coréen, l'ukrainien et le polonais.

## Écrits
- Nos relations avec les autres selon Sainte Thérèse de l'Enfant-Jésus, 1959, 372 p., (OCLC 406760746)
- Sainte Thérèse de l'Enfant-Jésus et son prochain, 1962, 270 p., UCAL:B2792624, (OCLC 164541756)
  - Teresa di Lisieux e il suo prossimo, 1977, 304 p.  (ISBN 9788831143158)
- Sur les pas de Thérèse, 1983, 284 p., (OCLC 406743196)
- Sœur Marie de la Trinité, carmélite de Lisieux, 1985, 189 p., (OCLC 39506663)
  - Thérèse of Lisieux and Marie of the Trinity, Saint Pauls/Alba House, 1997, 147 p.  (ISBN 9780818907326)
- Le pèlerinage de Lisieux hier et aujourd'hui, 1989, 281 p.  (ISBN 9782907295048)
- Guide des difficultés de la foi catholique, 1989, 665 p., STANFORD:36105001698377
  - Przewodnik po trudnosciach wiary, 2012, 740 p.  (ISBN 9788375954371)
  - Guía de las dificultades de la fe católica, 1992, 719 p.  (ISBN 9788433009333)
  - Przewodnik po trudnościach wiary katolickiej, 1998, 726 p.  (ISBN 9788372211613)
- Thérèse et Lisieux, Orphelins apprentis d'Auteuil ; [Montréal] : Novalis, 1991, 335 p.  (ISBN 9782907295215)
  - Teresa e Lisieux, 1995, 336 p.  (ISBN 9788820920425)
  - Terezie a Lisieux, 1997, 334 p.  (ISBN 9788071922384)
  - Therese and Lisieux, 2001  (ISBN 9782895071839)
- « Allez dire », 1992, 95 p.  (ISBN 9782902751211)
- La basilique de Lisieux, 1993, 30 p.  (ISBN 9782737312489)
  - The Basilica of Lisieux, 1994, 30 p., (OCLC 40809063)
- Guide des difficultés de la vie quotidienne, 1996, 218 p.  (ISBN 9782866792282)
  - Przewodnik po trudnościach życia codziennego, 1998, 240 p.  (ISBN 9788372211934)
  - Guía de las dificultades de la vida cotidiana, 1998, 261 p.  (ISBN 9788433013446)
- Sainte Thérèse de Lisieux, 1996, 34 p., (OCLC 66895690)
- Sur la terre comme au ciel, 1997  (ISBN 9782204058186)
  - Come in cielo così in terra. La « Piccola via » di Teresa di Lisieux, 1984, 184 p.  (ISBN 9788831143431)
- Sainte Thérèse de Lisieux, docteur de l'Église, Cerf, 1997, 406 p., STANFORD:36105021016618
- Marie au cœur de nos vies, Cerf, 1999, 162 p.  (ISBN 9782204061995)
- Le mariage dans tous ses états, Sarment Éditions du Jubilé, 1999, 347 p.  (ISBN 9782866792671)
- Sculpteur de l'âme, Gielde, 2000, 152 p.  (ISBN 9782914222013)
- Les mains de Jésus, 2001, 86 p.  (ISBN 9782840241683)
  - Le mani di Gesù, 2007, 80 p.  (ISBN 9788878781474)
  - Ręce Jezusa, 2002, 99 p.  (ISBN 9788388683602)
- Le sourire de Jésus, Béatitudes, 2001, 112 p.  (ISBN 9782840241706)
  - Il sorriso di Gesù, 2006, 104 p.  (ISBN 9788878781320)
- Thérèse de Lisieux et son prochain, 2003, 333 p.  (ISBN 9782204071079)
- Les apparents paradoxes de Dieu, 2003, 368 p.  (ISBN 9782702892565)
- Guide des chemins de la prière, 2004, 222 p.  (ISBN 9782204073370)
- La voix de Jésus, 2004, 136 p.  (ISBN 9782840242086)
  - La voce di Gesù, 2008, 128 p.  (ISBN 9788878781573)
- Ne te décourage pas !, Éditions de l'Emmanuel, 2004, 89 p.  (ISBN 9782915313123)
  - Nie upadaj na duchu!, 2008, 112 p.  (ISBN 9788374821988)
- Thérèse, Cerf, 2006, 347 p.  (ISBN 9782204081092)
- Gagner le combat spirituel, Éditions de l'Emmanuel, 2006, 225 p.  (ISBN 9782915313680)
  - Zmagati v duhovnem boju, 2009, 211 p.  (ISBN 9789619068038)
  - Wygrać duchową walkę, 2013, 248 p.  (ISBN 9788374825252)
  - Il combattimento spirituale. Come uscirne vittoriosi, 2010, 168 p.  (ISBN 9788821569319)
- Peut-on croire à la providence ?, Éditions de l'Emmanuel, 2007, 139 p.  (ISBN 9782353890019)
  - ¿Se puede creer en la Providencia?, 2009, 154 p.  (ISBN 9788483531778)
  - Si può credere alla provvidenza?, 2011, 152 p.  (ISBN 9788825021073)
  - Czy można wierzyć w opatrzność?, 2011, 146 p.  (ISBN 9788361989509)
- Dieu souffre-t-il ?, Éditions de l'Emmanuel, 2008, 190 p.  (ISBN 9782353890439)
- Dieu de justice ou de miséricorde ?, Éditions de l'Emmanuel, 2009, 216 p.  (ISBN 9782353890767)
- L'univers familier du Curé d'Ars, 2010, 287 p.  (ISBN 9782878100884)
- Ces vérités qui fâchent, 2012, 283 p.  (ISBN 9782889180950)
- L'homme ce chef-d'œuvre, 2013, 299 p.  (ISBN 9782353892488)
- Les trésors du Credo, 2014, éditions Parole et Silence
- Méditer avec Sainte Thérèse de Lisieux, 2014, éditions Salvator
- Les messages d'amour de Jésus à Gabrielle Bossis, une disciple de Thérèse, éditions Beauchesne, 240 p., juillet 2017  (ISBN 978-2701022338)
- Venez à moi vous tous qui peinez sous le poids du fardeau, Artège, 2021, 264 p.  (ISBN 9791033610427)

En espagnol
- Jaque al diablo en 12 jugadas, 2008, 228 p.  (ISBN 9788483531556)

En italien
- Le risposte della fede. Piccola enciclopedia apologetica, 1992, 591 p.  (ISBN 9788821523465)
- Signore non ne posso più. Ricettario di spiritualità quotidiana in 12 lezioni, 2003, 160 p.  (ISBN 9788821544040)

En polonais
- Tajemnica grzechu, 2010, 72 p.  (ISBN 9788375951936)
- Cuda i zmartwychwstanie, 2010, 80 p.  (ISBN 9788375951509)
- Czy wiara chrześcijańska przyczynia się do szczęścia człowieka?, 1993, 36 p.  (ISBN 9788385304579)
- Przyczyny współczesnej niewiary, 1993, 48 p.  (ISBN 9788385304555)
- Czy można wierzyć Ewangeliom?, 1993, 56 p.  (ISBN 9788385304616)
- Przewodnik po trudnościach życia małżeńskiego, 2000, 336 p.  (ISBN 9788372210531)
- Przewodnik po paradoksach Boga, 2006, 325 p.  (ISBN 9788372217905)
- Dlaczego mam się spowiadać, 1997, 43 p.  (ISBN 9788370972349)
- Czy cuda są dowodami prawdziwości wiary?, 1993, 60 p.  (ISBN 9788385304609)
- Czy można udowodnić że Chrystus zmartwychwstał?, 1993, 31 p.  (ISBN 9788385304593)